# 切尔切特市镇
切尔切特市镇（俄语：Черчетское муниципальное образование）是俄罗斯联邦伊尔库茨克州泰舍特区所属的一个市镇。其下辖有个居民点，行政中心为切尔切特。据2016年统计，该市镇的人口为369人。